# Papiergradation
Die Papiergradation  bezeichnet den Kontrast von Fotopapier.

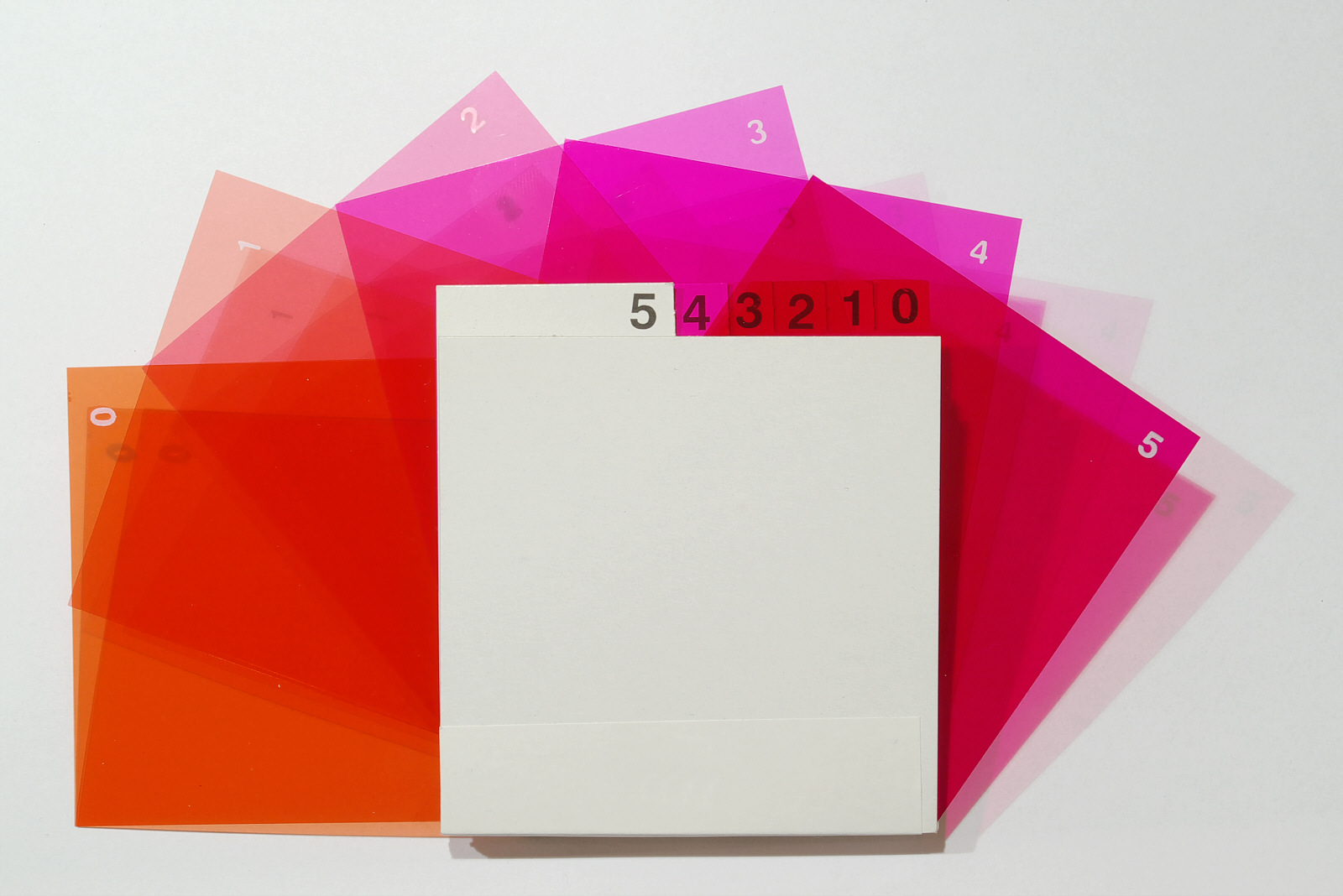
Filtersatz für Multigrade-Papiere

Die Gradation wird zwar üblicherweise durch den Gammawert angegeben, bei Fotopapier jedoch, davon abweichend, durch Gradationszahlen zwischen 00 und 5:
- 0 = extraweich (= sehr diffus gräulich)
- 1 = weich
- 2 = spezial
- 3 = normal
- 4 = hart
- 5 = extrahart (= fast nur schwarz und weiß)

Bei der Schwarzweißverarbeitung werden Fotopapiere mit fester oder variabler Gradation eingesetzt.
Papiere mit fester Gradation werden mit weißem Licht belichtet.
Papiere variabler Gradation werden mit gefiltertem Licht belichtet. Sie reagieren auf gelbes Licht mit geringem (Gradation 00 oder 0), auf magentafarbenes Licht mit hohem Kontrast (Gradation 5). Folienfilter, die in den Strahlengang des Vergrößerers eingelegt werden, gibt es in Mischfarben aus Gelb und Magenta, so dass halbe Gradationsstufen realisiert werden können. Vergrößerungsgeräte mit Multigrade-Modul verfügen über stufenlos einschwenkbare Filter.
Bei der Splitgrade-Technik wird zunächst ein gelbes, danach ein magentafarbenes Filter eingeschwenkt. Zwischenstufen werden realisiert durch Variation der Belichtungszeiten für jedes des beiden Filter.